# リングバース
リングバースは富永民紀と山北篤が制作したテーブルトークRPG（TRPG）。ジャンルは「異世界召喚アドベンチャー」。1993年に新紀元社からB5判書籍にて発売された。

## 概要
『魔法騎士レイアース』や『聖戦士ダンバイン』などのアニメ作品に見られるような、「異世界に突然召喚されて大冒険に巻き込まれる現代人」をプレイヤーキャラクター(PC)として遊ぶTRPG。
PCはその世界を救うために選ばれた勇者という設定になっているため、レベルの低いPCでも異世界にいる限りはそれなりに派手な活躍（ザコ敵数十人を一度になぎ倒す、など）ができるようになっている。

## システム

### キャラクターメイキング
キャラクターメイキングはクラス制に属する。七つ用意されているキャラクタークラスのうち一つを習得することで、能力値や特殊能力（スタイル）が決定される。
PCが選択できるキャラクタークラスは「ヒーロー」「トリックスター」など、ストーリー上の立ち位置によって分かれており、職能的なものではない。これにより、PCの外見や職業はクラスのイメージに縛られず自由に設定できるようになっている。また、これにより「異世界に召喚されると別の肉体になっている」というPCも違和感なく作れるようになっている（ルール的には、《異世界の身体》という特殊能力を取得することによりこのようなPCが作れる）

### 行為判定
行為判定は上方判定に属する。六面体サイコロを二個振り、それぞれの出目を掛け合わせた数値にPCの能力によって導かれる修正値を足し、それがゲームマスター(GM) の提起した目標値以上ならば判定は成功とみなされる。
2つのサイコロの出目を足すのではなく、掛け合わせるという判定方法は他のゲームでも例が少ないもので、『リングバース』の特徴となっている。この判定方法により、「PCは潜在能力が高く、低い確率ですさまじい強さを発揮できる」という少年漫画的な展開を再現しやすくなっている。

## 世界設定
「リングバース」と呼ばれる多次元宇宙を舞台にする。地球が存在する次元もこの多次元宇宙の中に存在しており、PCは「ウロボロスゲート」によってこの多次元宇宙の中の別次元に召喚されることになる。
なお、実際のシナリオの舞台になる異世界はどんな世界であってもよいとされ、GMが自作するのが基本である。『リングバース』ではシナリオの作成はワールドの作成に直結するため、シナリオの自作には一般的なTRPGとは多少異なるテクニックが必要となっている。ルールブックにはGMが『リングバース』らしいシナリオを自作するためのガイダンスも用意されている。

## 作品一覧
- リングバース（基本ルールブック） ISBN 978-4883172276